# Visão periférica
Visão periférica é a propriedade da visão de perceber o que está fora do foco principal de visão. Visão esta também conhecida como visão tangencial.
A visão periférica é a capacidade do indivíduo de enxergar pontos a sua frente e ao redor do seu campo visual, ou seja, é aquela que se forma fora da mácula, na periferia da retina. Tratando-se de uma visão pouco rica em detalhes, onde o indivíduo percebe a presença dos objetos e movimentos, mas nada nítido quase desfocado. Importante no processo de locomoção do indivíduo principalmente à noite que tem pouca iluminação, onde ele conseguirá enxergar também os objetos que não estão sendo focados, não correndo o risco de esbarrar ou tropeçar em algum deles. Isso acontece porque a luz incide em nossos olhos somente de forma retilínea a frente dos nossos olhos e, o que está ao redor aparece desfocado.